# Gleisdreieck-parken

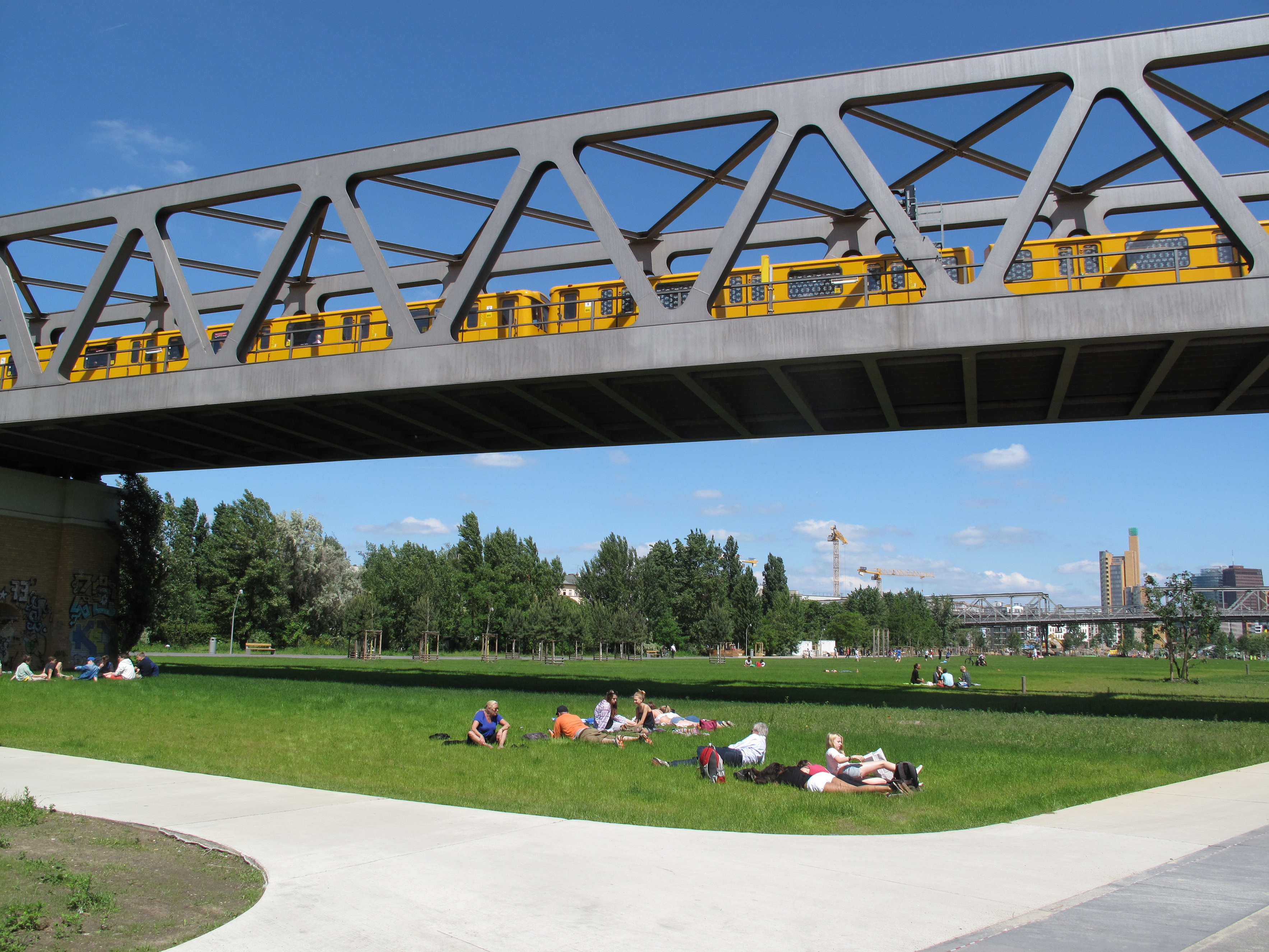
Gleisdreieck-parken med flera tunnelbanelinjer på viadukter ovanför. Tåg på linje U2 närmast samt på viadukten längre bort linje U1 och U3.

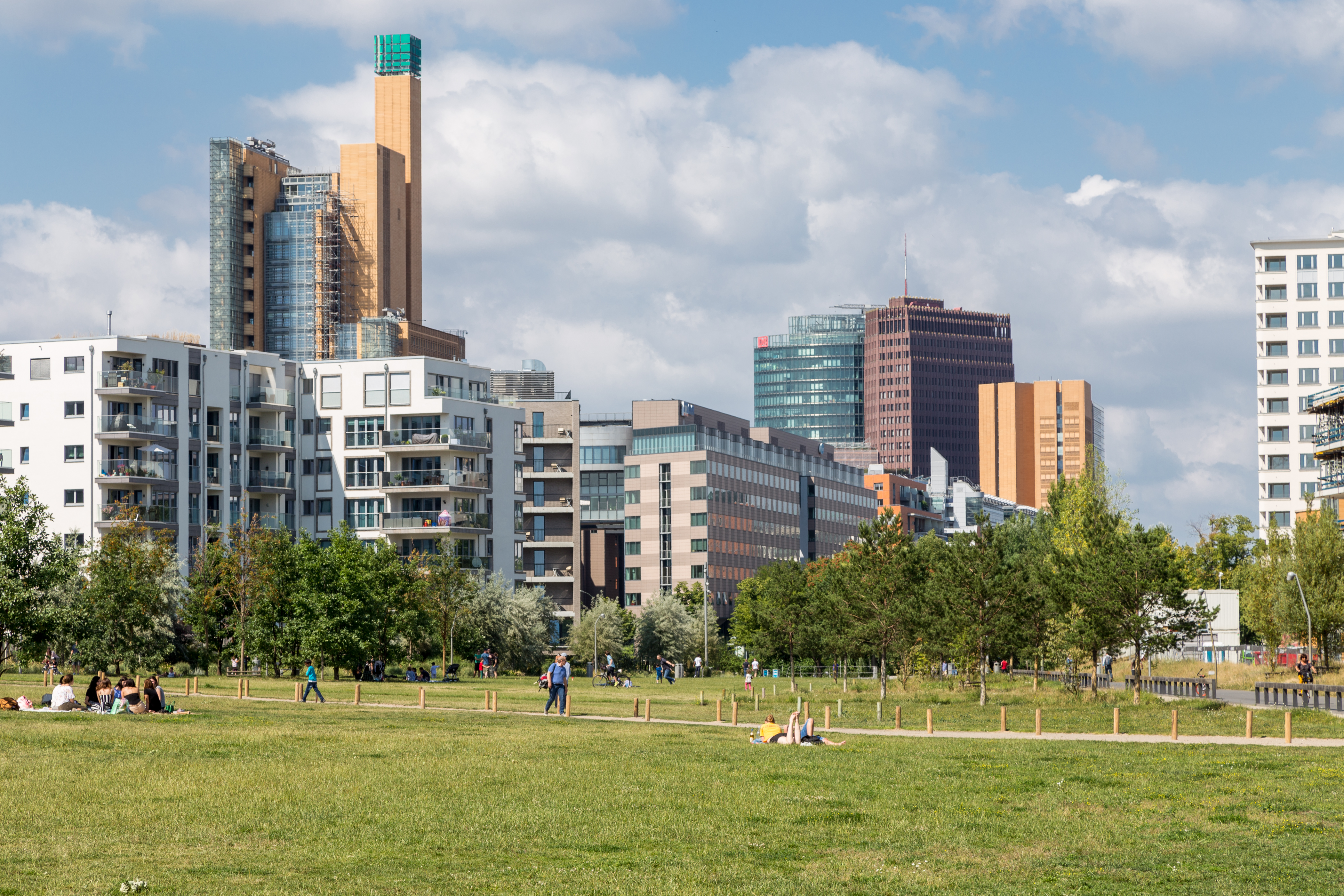
Bostäder vid Gleisdreieck-parken

Gleisdreieck-parken (tyska: Park am Gleisdreieck) är en stadspark i stadsdelen Kreuzberg i Berlin. Parken finns till största delen i Kreuzberg men en liten del i söder ligger i Schöneberg. Parken ligger mycket centralt med närhet till Potsdamer Platz och kännetecknas av att flera tunnelbanelinjer passerar på olika viadukter ovanför parken. Namnet kommer från tunnelbanan som tidigare gick i en spårtriangel (Gleisdreieck) på denna plats. Numera går spåren i olika nivåer vid station Gleisdreieck, där även Deutsches Technikmuseum finns i närheten. Förr var det en bangård med flera järnvägsspår till Potsdamer Bahnhof samt Anhalter Bahnhof, där dagens park nu ligger.

## Fotogalleri

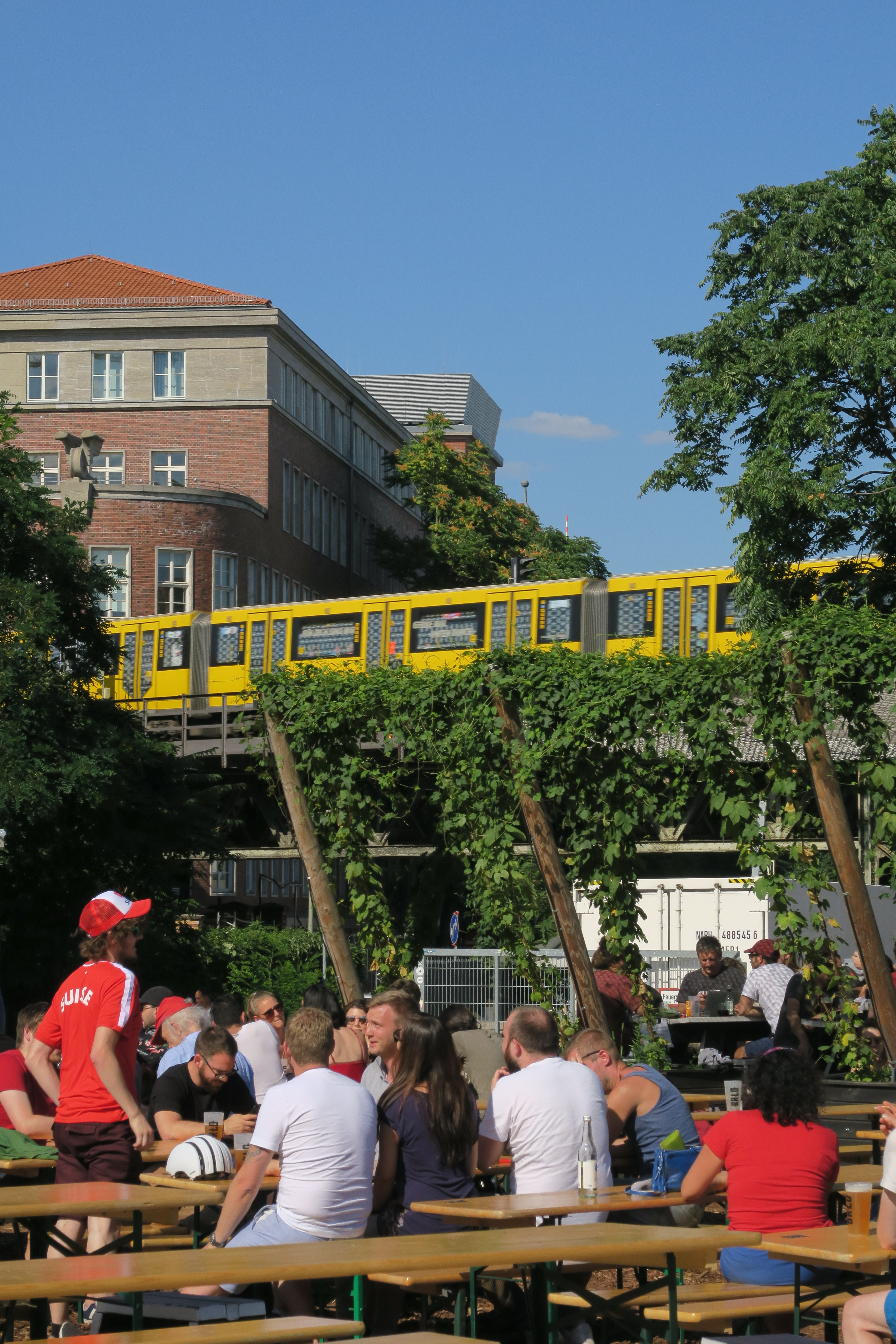
Gleisdreieck-parken med tunnelbanetåg
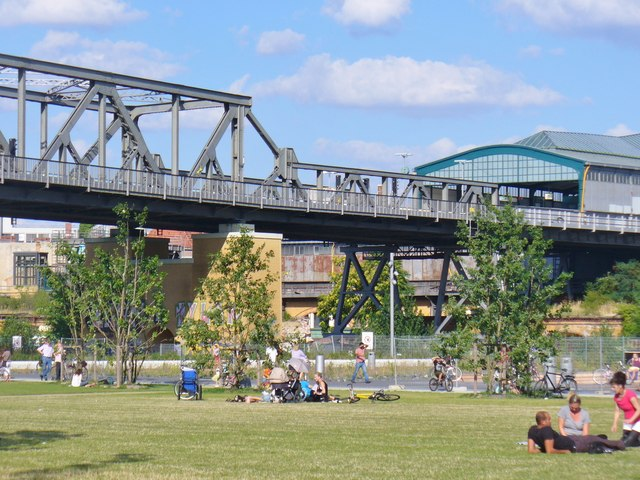
Gleisdreieck tunnelbanestation
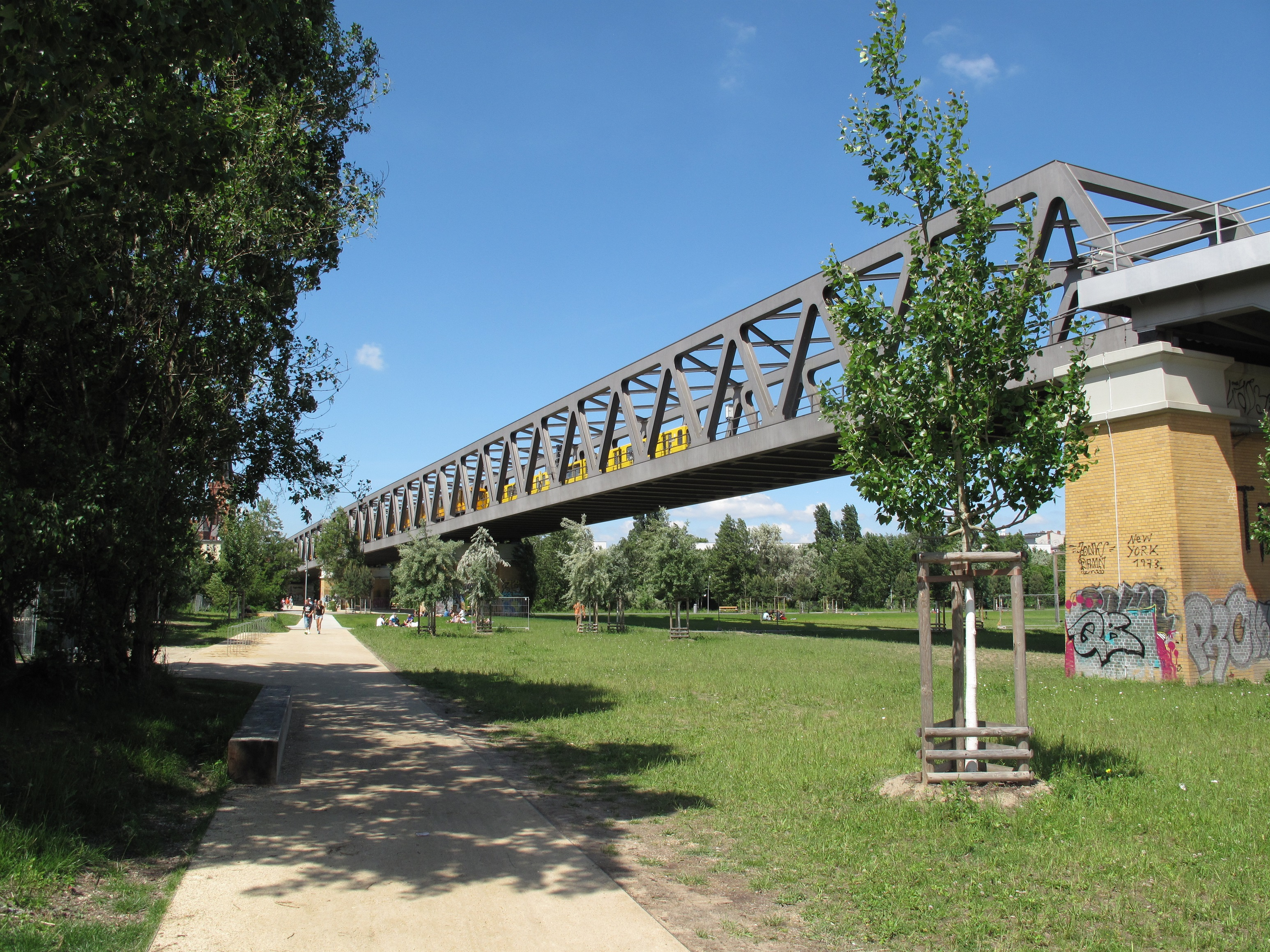
Tunnelbanebro över parken
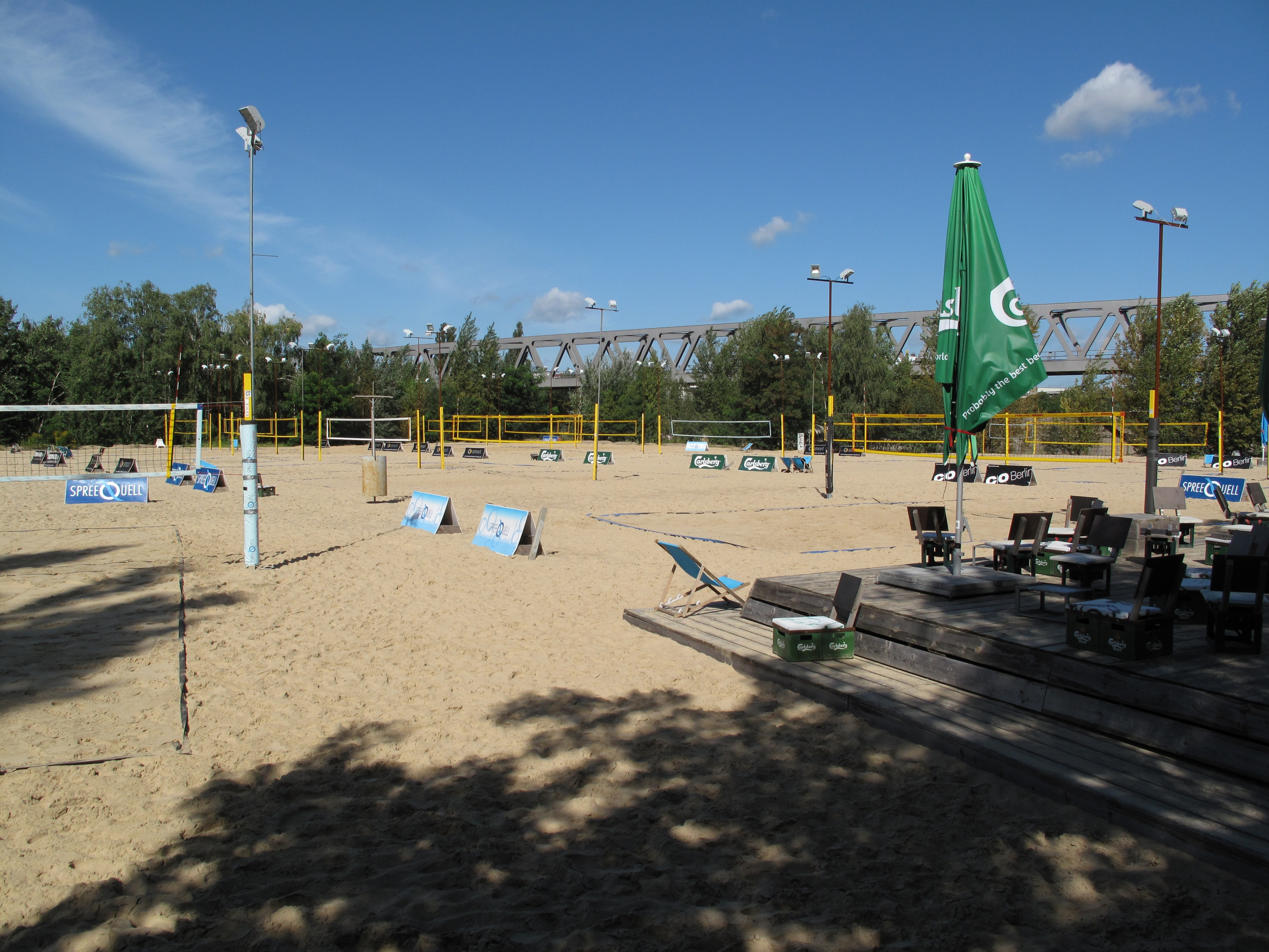
Beachvolleyball
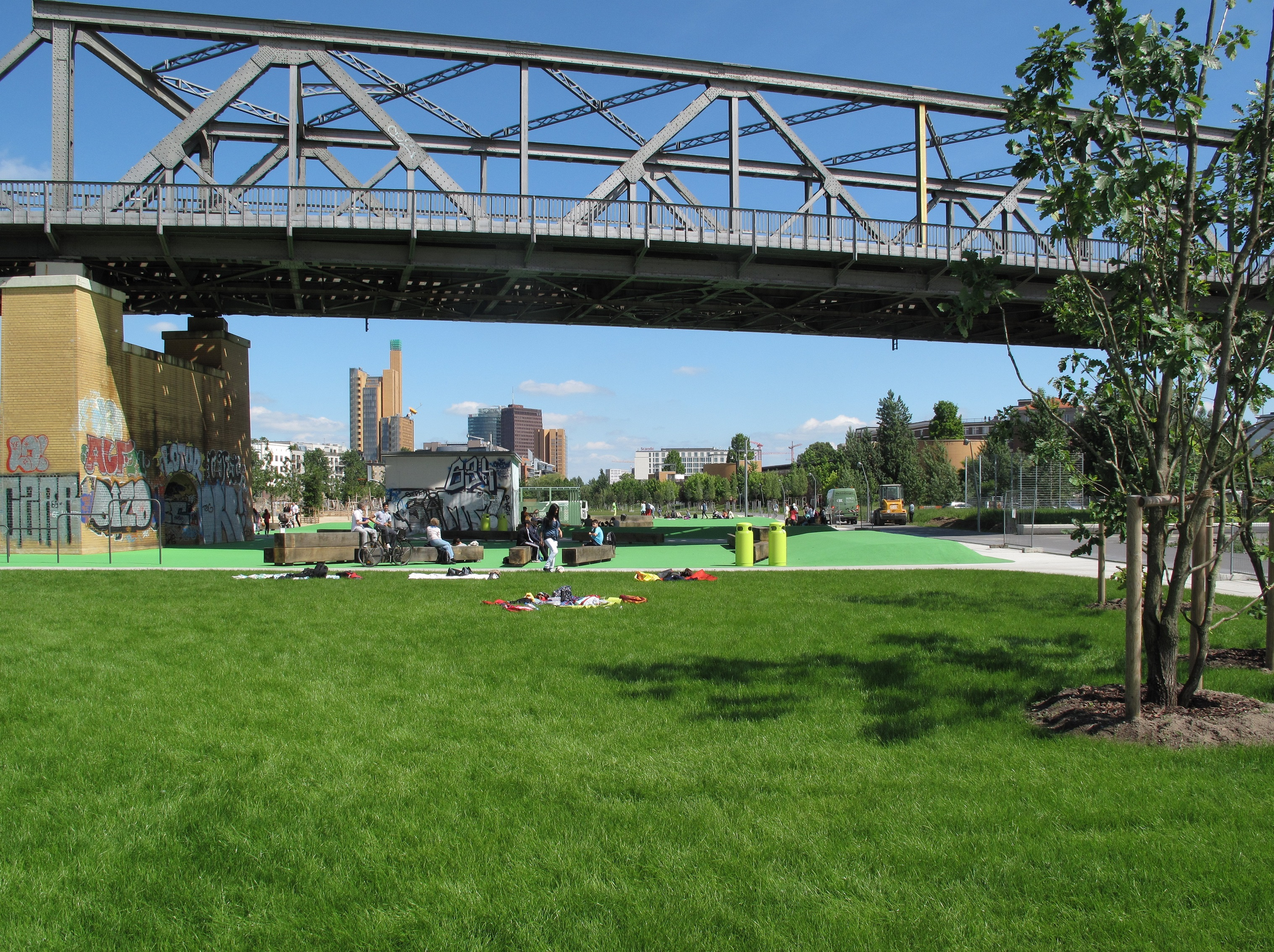
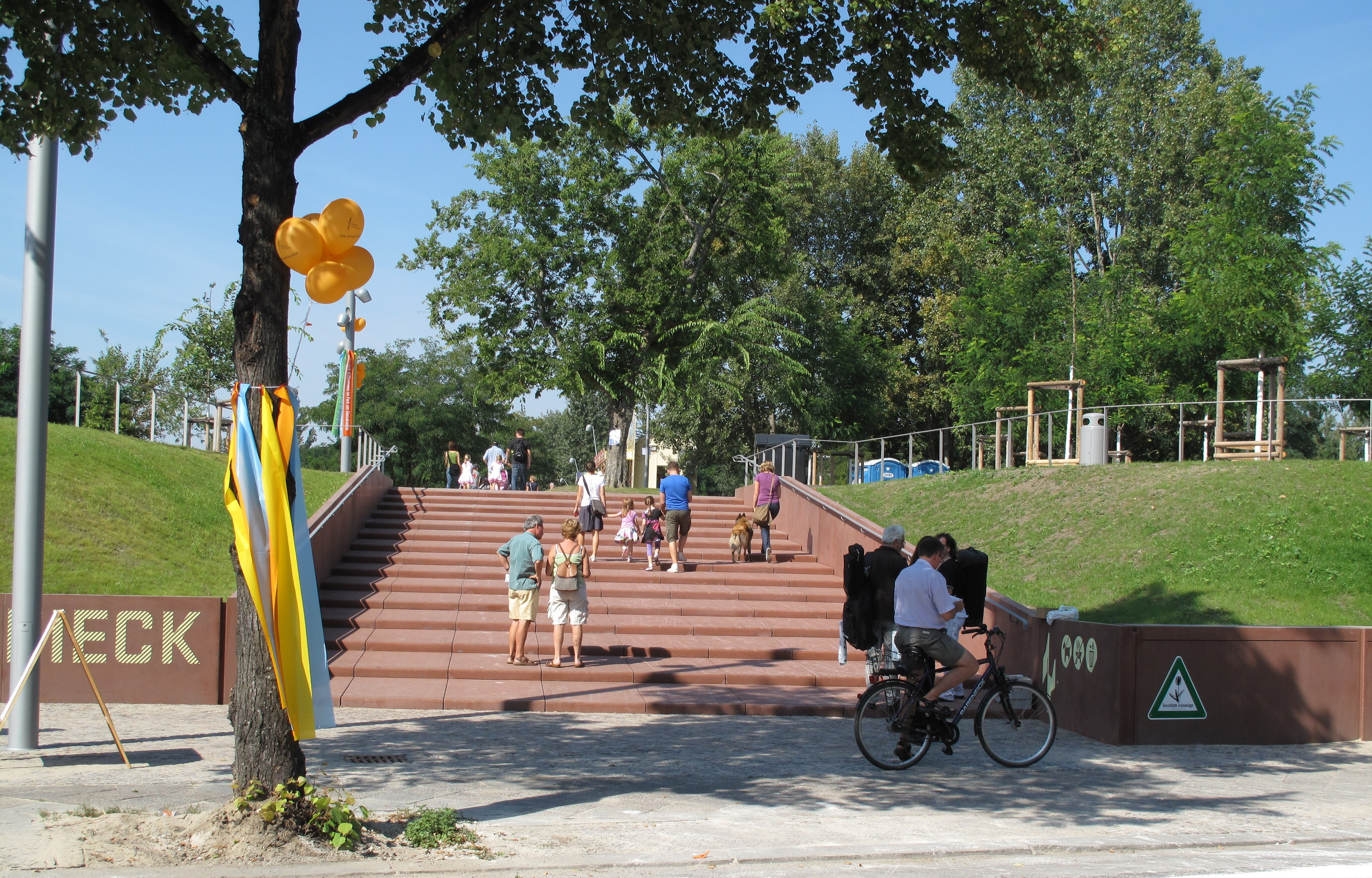